# アネーカーンタヴァーダ
アネーカーンタヴァーダ (デーヴァナーガリー: अनेकान्तवाद、Anekāntavāda)はジャイナ教の最も重要で基本的な教説の一つで、多元論と価値の多様性の原理、真理と実在は様々な観点から異なった形で受け取られること、一つの観点から完全な真理を得ることはできないことなどを指す。
ジャイナ教は「アンドガジャニヤーヤー」とともに絶対的真理を示そうとする全ての試みと一線を画す。「アドガジャニヤーヤー」は「群盲評象」の寓話を通じて説明される。この物語では、盲人はそれぞれ象の異なった部分(胴体、足、耳など)を感じる。彼らは皆、象が何かわかったと主張して象の真の姿を説明するのだが彼らの知覚が限局されたものであるがゆえに部分的にしか説明できない。この原理は物体が存在の様態や性質の点で無限であり、そのため人間の限られた知覚ではものごと全ての様態・現れを把握することはできないということを認めることでより本式に述べることができる。ジャイナ教徒たちによれば、「ケーヴァラ・ジュニャーナ」（完全智）によって物事の全ての様態・現れを認識することができる。対して他のものは部分的な知識を得ることができるに過ぎない。つまり、一つの、特殊的な、人間の視点から絶対的真理を表せると主張することはできないのである。
「アネーカーンタヴァーダ」の起源は24人目のティールタンカラ(Tīrthankara)であるマハーヴィーラ(紀元前599年-紀元前527年)の教えにまで遡ることができる。「スィヤードヴァーダ」(条件づけられた観点)や「ナヤヴァーダ」(部分的な視点)といった弁証法的な概念はアネーカーンタヴァーダから起こり、より精密で論理的な構造・表現をアネーカーンタヴァーダに与えている。サンスクリットの複合語an-eka-anta-vādaは語義的には「非排他性あるいは多様な観点の教説(an- 『非』、eka- 『一つの』、anta-　『結論』、vāda- 『を説く教え』)」ということを表す。これはおおまかにいうと「ある一つの断定的立場の否定」、「非断定論」という意味である。An-ekānta「不確かなこと、排他的でないこと」はekānta (eka+anta)「排他的であること、絶対的であること、必ずそうであること」(あるいはまた、一神論)の対義語である。
「アネーカーンタヴァーダ」を支持することで人は自然とライヴァルや対立する集団の観点・信念を思いやるようになる。「アネーカーンタヴァーダ」を唱道するものはこの原理を宗教や哲学に適用し、いかなる宗教・哲学も―ジャイナ教も―自身の教説に固執しすぎるとその限定された視点によって誤りを犯すことになることを思い起こす。「アネーカーンタヴァーダ」という原理はマハトマ・ガンディーに影響を与え、彼は宗教的寛容性、「アヒンサー」と「サティヤーグラハ」を採用するに至った。

## 哲学的概観
「アネーカーンタヴァーダ」(Anekāntavāda)は語源としては、「anekānta」(非断定)と「vāda」(思想)という二つのサンスクリット単語から成る。「anekānta」という語はさらにサンスクリットの否定接頭辞「an」と「eka」(一つの)、「anta」(結論)という語素から成る。それゆえ、「anekānta」は「唯一の結論の否定」、「非断定論」という意味になる。ジャイナ教の教義は「サムヤクトヴァ」、つまり、合理性と論理、を非常に強調することを基盤とする。ジャイナ教によれば、究極的な原理は必ず論理的であるべきであるし、いかなる原理も理性・論理抜きには成り立たない。そのため、ジャイナ経典ではあらゆる主題について、それが建設的であろうが妨害的であろうが、推論的であろうが分析的であろうが、啓蒙的であろうが破壊的であろうが、熟慮することを奨めている。

### ジャイナ教の相対主義の教説
「アネーカーンタヴァーダ」はジャイナ教に三つある論理や合理的推論に対して用いられる相対性の原理のうちの一つである。残りの二:
- スィヤードヴァーダ—条件づけられた叙述の理論
- ナヤヴァーダ—限定された視点の理論[10]。

こういったジャイナ哲学の概念によって古代インド哲学における重要な功績が、特に懐疑主義や相対主義の分野で築き上げられた。

#### スィヤードヴァーダ
「スィヤードヴァーダ」は条件づけられた叙述の理論であり、形容辞「スィヤート」をあらゆる語句・表現の前につけることを奨めるという形で「アネーカーンタ」を表現するものである。「スィヤードヴァーダ」は「アネーカーンタ」存在論の拡張であるに留まらず、「アネーカーンタ」から分離して独立自存できる論理体系である。サンスクリットの「syāt」の語源は「おそらく」「多分」という意味だが、「スィヤードヴァーダ」の文脈では、「スィヤート」は「ある観点からは」という意味になる。実在は複合的なものであるから、一つの命題だけでは、それがどんな命題であっても実在の本性を完全に表現することはできない。それゆえ、そういう、条件づけられた視点を表すものである命題それぞれに「syāt」という言葉が前置され、言明に含まれていた独断性が取り去られることになる。これによってそれぞれの命題が七種類の条件づけられた相対的な視点・提議のもとに述べられていることが保証されるため、「スィヤードヴァーダ」は「サプティバンギーナーヤ」(saptibhaṅgīnāya)、つまり七種の条件づけられた叙述の理論としても知られる。この「サプティバンギー」としても知られる7種の叙述は:
1. スィヤード・アスティ(syād-asti) — ある観点からは、それは存在する
2. スィヤード・ナースティ(syād-nāsti) — ある観点からは、それは存在しない
3. スィヤード・アスティ・ナースティ(syād-asti-nāsti) — ある観点からは、それは存在しかつ存在しない
4. スィヤード・アスティ・アヴァクタヴィヤー(syād-asti-avaktavyaḥ) — ある観点からは、それは存在し、言語化不可能である
5. スィヤード・ナースティ・アヴァクタヴィヤー(syād-nāsti-avaktavyaḥ) — ある観点からは、それは存在せず、言語化不可能である
6. スィヤード・アスティ・ナースティ・アヴァクタヴィヤー(syād-asti-nāsti-avaktavyaḥ) — ある観点からは、それは存在しかつ存在せず、言語化不可能である
7. スィヤード・アヴァクタヴィヤー(syād-avaktavyaḥ) — ある観点からは、それは言語化不可能である

この七種の陳述はそれぞれ、複合的で多面的な実在の本性を時間・空間・実体・様態に対する非断定的な観点から検討するものである。実在の複合性を無視すると独断主義の誤謬に陥る。

#### ナヤヴァーダ
「ナヤヴァーダ」(Nayavāda)は限定された視点・立場の理論である。「ナヤヴァーダ」(Nayavāda)はサンスクリット単語「naya」(限定的な観点)と「vāda」(思想・議論)の複合語である。これはある観点からの推論に到達するために用いられる。物体は無限に面を持つが、人は実際にその物体を言葉で述べる際、関心のある側面だけを取り上げて、他の面を無視する。しかしこれは他の特質、属性、様態、その他の側面を否定するものではない。それらはある特定の観点とは無関係だというだけのことである。ナトゥバイ・シャーのような著述家はナヤヴァーダを車の例えを使って説明している。例えば、「青いBMW」と言われれば人は単純に車の色や種類を思い浮かべはじめる。しかし、「青いBMW」という言明にはその車のエンジンの種類、シリンダー、スピード、値段などといった他の特性に対する言及が欠けている。この特定の観点が「ナヤ」、つまり限定された視点である。一種の批判哲学として、「ナヤヴァーダ」では、あらゆる哲学的論議は観点の相違・混同から生じており、また、自身では気づいていない場合もあるが、人がある観点を採用するのは「自身の追求する目的の結果」であるとされる。言語により限定された枠内で事を行い、実在の複雑さを了解しながらマハーヴィーラは「ナーヤス」、「ナーヤ」といった言葉を使ったが、真理の部分的な表現であることによって実在を部分ごとに少しずつ理解することができる。

### 変化する実在と不変なる実在との折衷

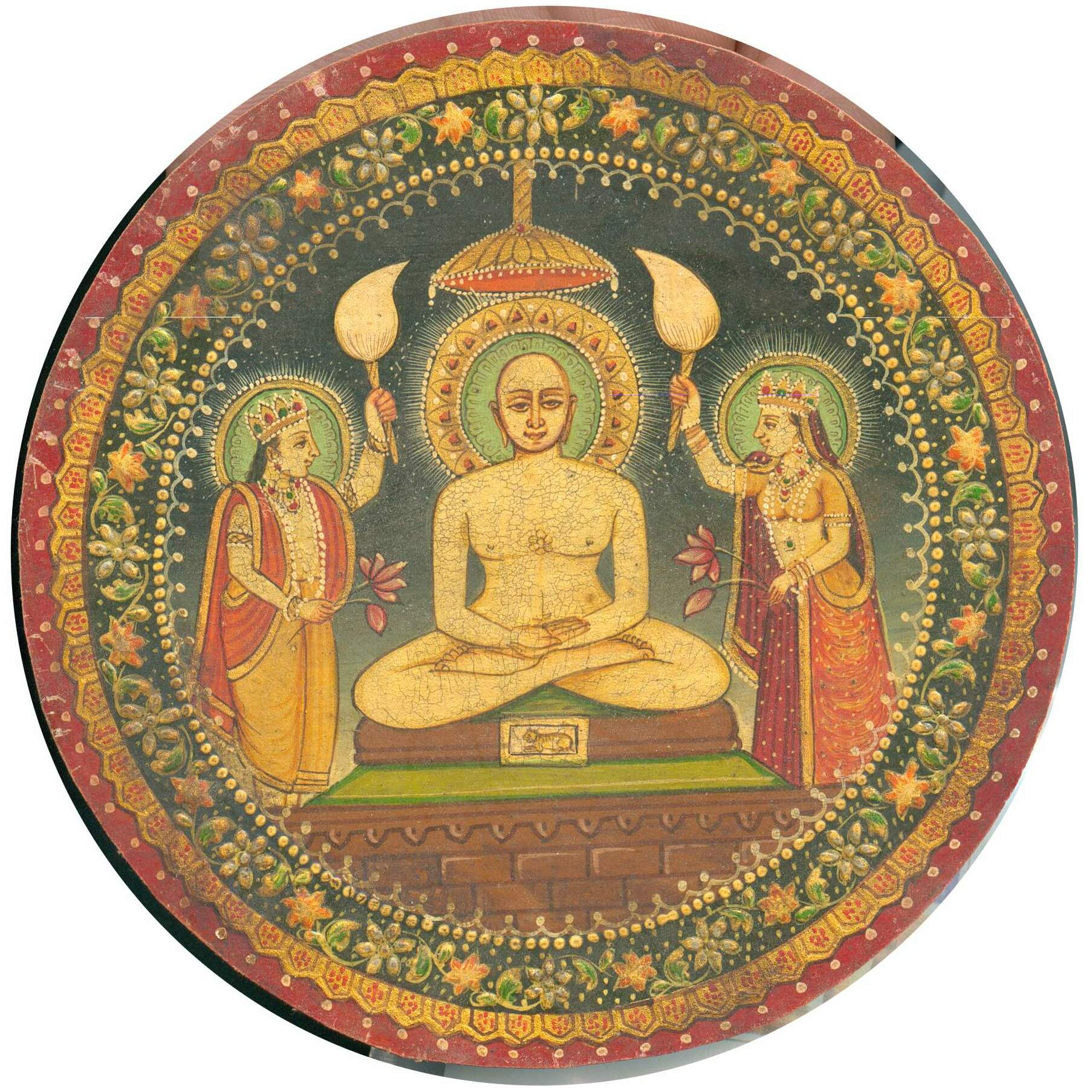
マハーヴィーラはジャイナ哲学を説明する上で広く「アネカーンタ」の概念を利用した(1900年頃、ラージャスターンの絵画)

マハーヴィーラやブッダの時代は密度の濃い知的論議が、特に実在や自己の本性についてなされた時代であった。ウパニシャッド哲学はブラフマンとアートマンという究極にして不変の実在を前提とし、物が変化するというのは錯覚に過ぎないと主張した。仏教徒が発展させた理論では条件づけられた現象が不変の実在であることを否定し、相互関係性と非永続性だけを主張した。ヴェーダーンタ学派(ウパニシャッド)の概念図式では、仏教徒は不変性と絶対主義を否定する点で間違っており、仏教の概念図式では、ヴェーダーンタ学派は実在が非永続的であることを否定する点で間違っている。この二つの立場は互いに矛盾しており、互いの考え方に対して排他的である。ジャイナ教徒はこの互いに譲らない立場を「アネーカーンタヴァーダ」によって仲裁しようとした。ジャイナ教徒はアネーカーンタヴァーダとスィヤードヴァーダの存在論・認識論によって可能になるより高度で包括的な視点に立つことで、この二つの視点を互いに矛盾せず、排他的でないものとみなす。ただし、二つの視点はそれぞれ「エーカーンティカ」、つまり限定的にのみ正しいものとみなされる。ジャイナ教によれば「過程ではなく実体を見る」ヴェーダーンタとジャイナ教によれば「実体ではなく過程を見る」仏教とはジャイナ教の広い視点に包括される。一方ジャイナ教は実体(「ドラヴィヤ」)と過程(「パリヤーヤ」)の両方に等しく注目する。

門人から訊ねられ、ジャイナ教の正典「ヴィヤーキヤープラジュニャプティ」(vyākhyāprajñapti)に記録された問いに対してマハーヴィーラは答えて真理や実在には多様で複合的な側面があることを説明し、そうした実在を説明するときに互いに排他的なアプローチを取ることはできないと言った:

ガウタマ: 師よ!魂は永続的なのですか非永続的なのですか?
マハーヴィーラ: 魂は非永続的なのと同じだけ永続的なのだ。実体の観点から言えばそれは不変なのだ。様態の観点から言えばそれは生まれ、老いて、滅びてゆくのだから永続的ではない。
—バガヴァティースートラ, 7:58–59

ジャヤンティ: 師よ!眠っているのと起きているのと、どちらの方がより良い状態なのでしょうか?
マハーヴィーラ: 眠っている方がいい魂もいれば起きている方がいい魂もいる。罪深いことに携わっている魂は寝ていた方がいいし、有益な行為に携わっている魂は起きていた方がいい。
—バガヴァティースートラ, 12:53–54
数千もの問いが投げかけられ、それに対してマハーヴィーラは答えて複合的・多面的な実在を提起した。ジャイナ教によれば、無限に知識を持ち、無限の知覚能力を持つティールタンカラ(Tīrthankara)ですら、人間が想像した言語の有限性のゆえに実在を完全に言い表すことはできないという。
この、「アネーカーンタ」を通じての変化の矛盾の哲学的仲裁はアルヴィンド・シャルマのような近代の学者も知るところとなった。彼はこう書いている:
私たちが世界の中で経験することによって、実用的な場合には無視できるが哲学的には無視できない深遠な矛盾が現れる。その矛盾とは変化の矛盾である。何か―Aは変化するので不変ではない。一方、Aが不変ではないとすれば、何が変化しているのだろうか? この「不変」と「変化」との間の議論において、ヒンドゥー教は一本目の角をつかむ傾向にあり、仏教は二本目の角をつかむ傾向にあるようだ。ジャイナ教はというと哲学的に、恐れることなく同時に両方をつかむ気概があり、しかもその哲学的技巧のために、どちらの角にも突き刺されない。
ただし、アネーカーンタヴァーダは単に対立する思想を折衷・仲裁することのみに関わるものではなく、それらの思想が共有する真理の隠された要素を見つけ出すことに関わるものである。アネーカーンタヴァーダは真理を否定することに関わるものではなく、むしろ真理を得ることは究極的・霊的な目的として達成される。これは普通の人間にとってはとらえどころのない目的だが、それでも普通の人間にもこの目的を達成することを義務付けられている。アネーカーンタヴァーダは誰かが自身の価値観・原理に関して妥協したり薄めたりすることを言っているのでもない。そうではなく、自身の観点の妥当性を丁重に主張する一方でアネーカーンタヴァーダによって対立する意見を理解し、寛容になれるのである。それゆえ、ジョン・コラーはアネーカーンタヴァーダをこう呼んでいる – 「他者の意見に対する認識論的敬意」と。それゆえアネーカーンタヴァーダはジャイナ教思想家に真理や自身の教義の妥当性を擁護するのを妨げない一方で同時にライヴァルの教義を理解し、敬意を払うのも妨げない。この、他者の意見に対する認識論的敬意はテラーパンティー派の長であるアーチャーリヤ・トゥルスィが自分を訪ねてきてサドゥー達にキリスト教の教義について教えた時に発揮されたとアン・ヴァレリーは述べている。彼らがアヒンサー(ahiṃsā)とアネーカーンタヴァーダを支持することを批評して彼女は言う:
ラドヌンのジャイナ教のサマニース(samaṇīs)はアヒンサーを永遠不変の戒律として強硬に維持している。この信念と対立する他の意見・信念は必ず異議を唱えられ、最終的に否定される。しかし重要なことは、私たちが自身の知覚能力によって知れるのは部分的な実在だけであり、実体それ自体は私たちが知り得るよりも多様であり、一つの特定の視点が最終的なものだと思いなすことは実在の限定された図式を心に抱いているに過ぎないということによって、意見を否定することも維持することも調整されるということである。
アネーカーンタヴァーダは倫理相対主義とも異なる。アネーカーンタヴァーダはあらゆる意見が等価であると認めることではなく、むしろ論理と証拠によってどの意見、どの特性、どの範囲が正しいかが決定されると認めることである。アネーカーンタヴァーダの考えを使って、17世紀の哲学僧ヤショーヴィジャヤ・ガニ(Yaśovijaya Gaṇi)も「アナービグラヒカ」(anābhigrahika、あらゆる意見を正しいものとして無差別に取り入れること)に反対している。アナービグラヒカは相対主義を誤解したなのである。それゆえジャイナ教ではアネーカーンタヴァーダを、一元論と二元論を超えて複合的実在という洗練された概念を示す宗教的多元論と一致する積極的な概念とみなす。これは単に党派性を否定するだけのものではなく、反対の意見との調和を目指す積極的な気分を示すものでもある。しかし、多元論はしばしば堕落してある種の倫理相対主義や宗教的排他主義に陥ると言われる。アン・ヴァレリーによれば、「アネーカーンタ」はこういった認識論的窮地の外側にある道である、というのはそれが逸脱して極端な倫理相対主義や排他性に陥ることなく多元論的観点を本当に作り出すことが可能だからである。

### 群盲評象

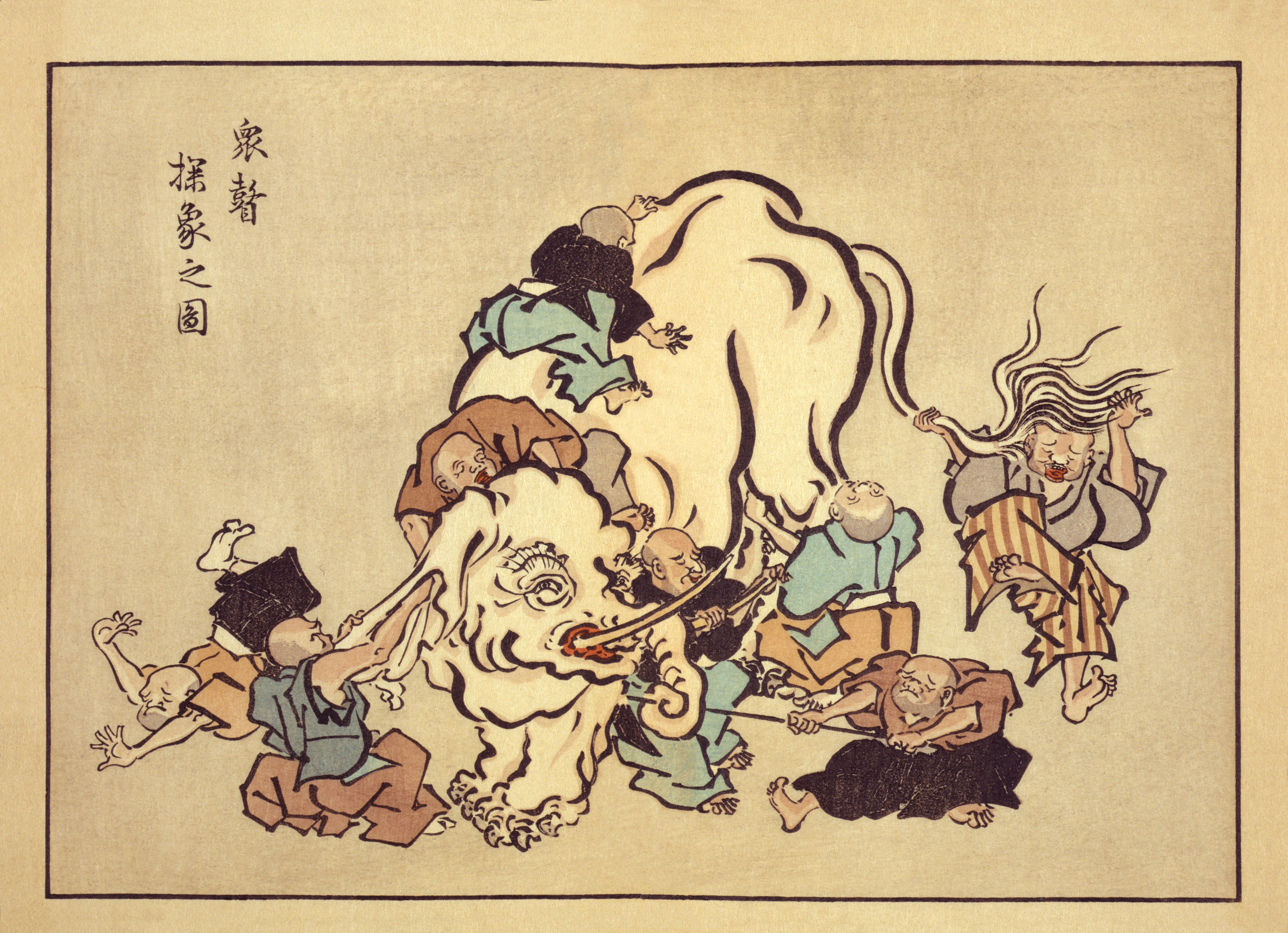
「群盲撫象図」、1888年、英一蝶による浮世絵

古代のジャイナ教のテクストではアネーカーンタヴァーダやスィヤードヴァーダといった概念はしばしば群盲評象(Andhgajanyāyah)という寓話を使って説明される。この寓話は真理の本性の多様性について述べたものである。
象と呼ばれる妙な動物が町につれてこられていることを盲人の集団が聞きつけたが、彼らのうちだれも象の姿かたちを知らなかった。好奇心から「私たちにできる触るという方法で象を検分しないといけないな」と彼らは言った。そこで彼らは象を探し求め、象が見つかると象のあちこちを触った。一人目の者は象の胴体に触れ、「象は排水管みたいだ」と言った。別の者は象の耳に触れ、ある種の団扇のようだと思った。また別の者は象の足に触れ、「象の形は柱に似ていると私は感じた」と言った。さらに別の者は象の背中に手をやって、「実際は、この象は玉座に似ている」と言った。さて、今彼らが象を触って得た知識を結びつければ、これらの知識は正しい様相を表す。彼らのうちだれも象の正しい記述から外れるようなことは言わなかった。それでも彼らは象の真の姿を見抜くまでには至らなかった。
この寓話に関する言及は多岐にわたるが、ヴィディヤーナンディ(9世紀)の『タットヴァールタスローカヴァティカ』やアーチャーリヤ・マッリセーナ(13世紀)の『スィヤードヴァーダマンジャリ』でも言及されている。マッリセーナはこの寓話を使って、未熟な人々は真理の多様性を否定すると主張している。つまり、彼らは自分が理解できた様相に惑わされて、理解できなかった様相を否定してしまうのである。「部分的な観点によって生まれる極端な惑乱によって、未熟な人々は一つの様相を否定してもう一つの様相を正しいものと思いなす。これが盲人と象の教訓である。」 マッリセーナは、実在の完全な描画を得るうえでの全ての観点を考慮することの重要性を述べる際に物この寓話に言及している。「あらゆる観点を含む様相的な記述と言う方法なくしては無限に属性を持つ実在物をうまく理解することはできない、というのは盲人と象の訓話によれば、それは他の方法では芽をつかむに過ぎない(つまり表面的・不十分な認知しかできない)からである。」

## 歴史と発展
アネーカーンタヴァーダの原理はジャイナ哲学の多くの概念の基礎を成す。「アネーカーンタヴァーダ」の発展は「スィヤードヴァーダ」(条件づけられた観点)、「サプティバンギー」(七種の条件づけられた言明)、「ナヤヴァーダ」(部分的な観点)といった弁証術の発展をも促した。

### 起源
「アネーカーンタヴァーダ」の起源はマハーヴィーラの教えにある。彼は真理や実在の相対性を示すのにアネーカーンタヴァーダという概念を効果的に使った。マハーヴィーラは相対主義の観点から、魂は実体としては不変であり様態や変異としては一時的なものであると説明したとされる。アネーカーンタヴァーダの重要性・古さは、マハーヴィーラに先立つティールタンカラの教えを含む失われた『プルヴァ』の第四部「アスティナスティ・プラヴァーダ」の主題がアネーカーンタヴァーダから構成されていることによっても証明できる。ドイツのインド学者ヘルマン・ヤコービは、マハーヴィーラが弁証術としてアネーカーンタヴァーダを効果的に使ってサンジャヤ・ベーラッタプッタ(Sañjaya Belaṭṭhaputta)の不可知論を論駁したと考えていた。ジャイナ教の二番目に古い正典『スートラクリターンガ』には、スィヤードヴァーダとサプティバンギーに対する初めての言及が含まれている。『スートラクリターンガ』によれば、マハーヴィーラは弟子たちに対して、スィヤードヴァーダを使って教えを広めるように助言した:

一人で生きている僧侶は異教の教義をあざ笑うべきでないし、たとえ正しくても厳しい言葉は使うべきでない。また、自惚れるべきでもないし自慢すべきでもないが、恥ずかしがったり熱くなったりせずに教理を広めるべきである。僧侶は謙虚であるべきだが、恐れを持つべきでない。スィヤードヴァーダを詳しく説明し、二種類の認められている話し方を使い、高潔・公平で賢い人間であるべきだ。
—『スートラクリターンガ』, 14:21–22

### 初期の歴史
『スートラクリターンガ』には「ヴィバグヤヴァーダ」に対する言及が含まれている。ヤコビによれば、「ヴィバグヤヴァーダ」とはスィヤードヴァーダおよびサプティバンギーと同じものである。初期のジャイナ教の正典・教説では、独立した教義として構築されていない、あるいは適切な構造が構築されていない原始的な形ながらもアネーカーンタヴァーダおよびスィヤードヴァーダに対する言及が何度もなされている。『バガヴァティースートラ』ではサプティバンギーナーヤに関する叙述が主要なものでは三つだけ見られる。マハーヴィーラ以降では、クンダクンダ(紀元後1世紀)がスィヤードヴァーダおよびサプティバンギーの教説を詳しく釈義し、著書『プラヴァチャナサーラ』および『パンチャスティカヤサーラ』においてそれらの教義に適切な構造を与えた最初の聖なる著述家である。また、クンダクンダは『サマヤサーラ』において「ナーヤ」を使って自己の本質について議論した。「ナーヤ」の適切な分類は哲学僧ウマースヴァーティ(紀元後2世紀)によってその著書『タットヴァールタスートラ』で与えられた。サマンタバドラ(2世紀)およびシッダセーナ・ディヴァーカラ(3世紀)がアネーカンタヴァーダの適切な形式・構造を深く釈義することでジャイナ認識論・論理学をさらに微調整した。
アーチャーリヤ・シッダーセーナ・ディヴァーカラはヴィクラマーディティヤ王の宮廷で真理の本性を釈義した:

ヴィクラマーディティヤ: 「真理」とはなんでしょう? 何度も言われていることなのでしょうか、大声で言われていることなのでしょうか、権威のある人が言っていることなのでしょうか、それとも多くの人が賛成することなのでしょうか?
ディヴァーカラ: それらのうちのいずれでもありません。誰もが「真理」の独自の定義をもっていますが、そのどれもが条件づけられたものなのです。
ヴィクラマーディティヤ: 伝統とはなんでしょう? 我々の先祖が築き、長い時間という試練に耐えぬいてきたものなのでしょうか?
ディヴァーカラ: 先祖が築いた体系は試練に耐えて真理を保持しているものでしょうか? ある場合にはそうではありません。激怒に直面しようとも、私はここで伝統の美点を死から守るために正当化することをいたしません。
—アーチャーリヤ・シッダセーナ・ディヴァーカラ、『ヴァルダマーナ・ドヴァートリムシカー』, 6/2
『サンマティタルカ』において、ディヴァーカラはさらに付け加えてこう言っている: 「あらゆる教義はそれ自身の受け持つ範囲内では正しい―しかし、そういった教義が他の教義の領域に侵入し、他の教義の考えを論駁しようとすると、間違っていることになる。真理が累積的な性質を持つという考えを抱いている人は、決してある特定の視点が正しいだとか間違っているなどとは言わない。」

### 論理学の時代
西暦紀元前後から始まり近代まで続く時代はジャイナ哲学史においてはしばしば論理学の時代と呼ばれる。その著作がジャイナ論理学のランドマークとされているアカランカ(5世紀)の頃にはアネーカーンタヴァーダはジャイナ教の経典において強固に確立されており、そのことはジャイナ聖典の様々な教えからわかる。
アーチャーリヤのハリバドラ(8世紀)はアネーカーンタヴァーダの主導的な唱道者の一人である。彼はドクソグラフィー、つまり様々な知的意見の要約、を書いた最初の古典的著述家である。それは狭量で偏向的な意見を支持するよりもむしろジャイナ思想を広い枠組みの中に位置づけて解釈可能にしようとするものであった。それは8世紀当時のインドの思想家が利用可能な知的方向と相互に作用を及ぼしあえた。
10世紀にアーチャーリヤのアムリタチャンドラはアネーカーンタヴァーダに対する強い称賛を込めて著名な『プルサタシッディウパヤ』を書いた: 「私はアネーカーンタヴァーダの原理には首を垂れる。アネーカーンタヴァーダとは最高の経典の源泉にして基盤、誤った一方的な考えを追い散らすもの、真理の全ての側面を考慮に入れるもの、あらゆる物体や実在物の多様で相反してすらいる側面を仲裁するものなのである。
アーチャーリヤのヴィディヤーナンディ(11世紀)は『タットヴァールタスローカヴァーティッカ(116)』において大洋の類比を使って真理の本性を説明した: 「大洋からとってきてポットの中に入れられた水は大洋であるともないとも言えない。それは単に大洋の部分なのだ。同様に、絶対的真理から生まれた教説も、真理全体であるとも真理でないとも言えない。
17世紀のジャイナ僧、ヤショーヴィジャヤ・ガニYaśovijaya Gaṇiは「中間に立つ」あるいは「等距離」という意味の「マダーヤスタ」を唱えてアネーカーンタヴァーダを超えた。この立場に立つことで彼は相手がたとえジャイナ教徒でなく他の宗教を信じていようとその相手の性質を尊重できるようになった。ヤショーヴィジャヤジの後には停滞の時代が到来し、ジャイナ哲学の発展に資するような新たな功績は今のところ生まれていない。

### ジャイナ教の生存を保証する役割
アネーカーンタヴァーダは古代インドにおけるジャイナ教の発展だけでなく生存においても中枢的な役割を演じた。特に、シャイヴァ(シヴァ信仰)、ヴァイシュナヴァ(ヴィシュヌ信仰)、仏教、イスラーム、キリスト教などが様々な時期にジャイナ教を猛襲した際の生存に資するところが大きかった。ヘルマン・ヤコービによると、マハーヴィーラは自分に反対する者のうちのある種の者を黙らせるためにスィヤードヴァーダやサプトバンギーといった概念を使ったという。サンジャヤ・ベーラッタプッタ(Sañjaya Belaṭṭhaputta)が主導した不可知論者の議論は彼らの同時代人の多くに影響した可能性があり、そのためスィヤードヴァーダは「アジュニャーナヴァーダ」から生まれたものだと彼らにみなされてきた。ヤコビはさらに、彼らの跡を継いだ者たちの多くはサプトバンギーナーヤの正しさを確信していたマハーヴィーラを超えていったと推測している。クリストファー・キー・チャップル教授によると、ジャイナ教徒はアネーカーンタヴァーダのおかげでその歴史の中で最も敵意を向けられた望ましくない状況を生き延びられたのだという。アジア学の教授ジョン・コラーによると、ジャイナ思想家はアネーカーンタヴァーダのおかげで論敵に対して敬意をもって批判できると同時に自身の教義の妥当性を維持できたのだという。
ジャイナ僧はヒンドゥー教徒の王の保護を受けるためにしばしばアネーカーンタヴァーダを用いた。アーチャーリヤ・ヘーマチャンドラはアネーカーンタヴァーダを用いてカールキヤの王ジャヤシムハ・シッダラージャの信頼と敬意を得た。ジャイナ経典『プラバンダチャンタマーニー』によると、皇帝シッダラージャは悟りと解脱を望み、様々な学派の教師に質問した。すると教師たちは皆自分の教えを喧伝するが他の教えを見くびり貶すので皇帝は困惑してしまった。そこで、教師たちの中のヘーマチャンドラに皇帝が質問すると、ヘーマチャンドラはジャイナ教を喧伝するよりもむしろ別のメッセージとともに物語を語った。彼の語ったところによれば、ある病気の男が、いくつもある薬草のうちどれが今の自分に効くかわからなかったので使える薬草を全て食べてしまうと快復した。ヘーマチャンドラによるとこの話の教訓は、たとえどの特定の薬草が効いたのかわからなくとも男が薬草によって快復したまさにその点にある。だからカリ・ユガ(悪徳の時代)において、たとえ救いをもたらすのが一体どの学派なのか絶対的な確かさを持って言えるものが誰もいなくとも、賢者は全ての宗派の助けを借りて救いを得られるのだという。

## 影響
ジャイナ教の寛容さはインドの宗教に特徴的な融和的な性質によく合致する。これはジャイナ教のたがいによく似た原理であるアネーカーンタヴァーダとアヒンサーにまで遡れる。アネーカーンタヴァーダとスィヤードヴァーダの認識論は古代インドの論理学・哲学の発展にも大きな影響を与えた。現代では、ジャイナ教はガンディーにも影響を与えた。彼はアヒンサーとサティヤーグラハを唱道している。

### 理性的なアヒンサーと宗教的寛容
ジャイナ教徒はアネーカーンタヴァーダとスィヤードヴァーダの概念によって他の哲学における真理をその哲学自体の観点からとらえ、他の観点に対する寛容を説くことができるようになった。アネーカーンタヴァーダは反絶対主義であり、ジャイナ教が唯一の正しい宗教的な道であると主張することも含めてあらゆる独断的教義に強く反対している。そのためこれは知的なアヒンサー、あるいは心のアヒンサーだと言える。「ジャイナ論理学は知的なアヒンサーだ。正しい行為を行っている人があらゆる存在の生命に敬意を払うのと全く同様に、正しく考える人間はあらゆる判断の妥当性を認める。これはつまり、非ジャイナ哲学で行われているように実在の面を一つやいくつか認めるだけではなく、実在の全ての面を認めるということである。」
マハーヴィーラは『アチャランガ・スートラ』で門人にライヴァルの宗派についても学び、理解するよう奨めている: 「ある哲学的意見を、他の哲学的意見を理解することを通じて理解せよ。」
アネーカーンタヴァーダにおいては「思想の戦い」は存在しない。なぜなら、思想の戦いは一種の知的な「ヒンサー」つまり暴力であり、肉体的な暴力・戦争を強く論理的に招くとされているからである。今日の世界では、敵対者の限定、「敵か味方か」といったかたちの主張が政治的・宗教的・社会的軋轢を生むことでますます明確になっている。ジャイナ教で二番目に古い正典『スートラクリタンガ』以下のように述べることで救済が与えられている: 「自身の教義・イデオロギーを称賛し他の教義を見くびるものは真理を曲解しており、生と死のサイクルに留まり続けるだろう。」
アネーカーンタヴァーダによって生まれたこの融和的・平和的な姿勢によって、ヴィジャヤダルマスリのような近代のジャイナ僧が以下のように述べている: 「私はジャイナ教徒でもなければ仏教徒でもない。ヴァイシュナヴァでもなければシャイヴァでもない。ヒンドゥー教徒でもなければムスリムでもない。そうではなく、気高き魂、つまり情動から解放された神が示す平和の道を往く旅人なのだ。」

#### 近年の役割と影響
近代の著述家の中には、ジャイナ哲学は概して、世界が直面している多くの問題の解決策を提示でき、アネーカーンタヴァーダは特にそうであると信じている者もいる。高まりつつある環境危機も敵対主義と結びついている、というのは人類と「その他」の自然と言う誤った二分法に起因しているからだと彼らは主張している。近代的法体系、民主制、表現の自由、世俗主義なども皆アネーカーンタヴァーダの姿勢を暗黙裡に反映しているという。カムラ・ジャインをはじめとする多くの著述家が、アヒンサーとアネーカーンタヴァーダを特に強調しつつ、ジャイナ教の伝統によって宗教的不寛容、テロリズム、戦争、資源の枯渇、環境の退廃といった問題を解決できると主張している。ジョン・コラーはアメリカ同時多発テロ事件に言及しつつ、社会における暴力は主に間違った倫理だけでなく間違った認識論・形而上学によっても存在すると考えている。異なる視点からの正当な主張に対する拒絶や独断的で間違っている知識に根差した、他者の生命や思想に敬意を抱けないことによって、暴力的・破壊的な振る舞いが生まれる。アネーカーンタヴァーダは世界平和のために大きな役割を持っているとコラーは主張している。コラーによると、アネーカーンタヴァーダは偏向することの誤りを避け、対立する意見を調停し、真理の多様性・相対性を受け入れるために設計されているので、多様な国家・集団の間での対話・交渉を助けるうえでジャイナ哲学は特異な位置にあるという。
ジョン・コートのように、アネーカーンタヴァーダの基礎として「知的なアヒンサー」に過度な重要性を持たせることに反対するインド学者もいる。ジャイナ僧は批判者を黙らせて他者に対してジャイナ教の教説の妥当性を証明するための議論での武器としてもアネーカーンタヴァーダとスィヤードヴァーダを使ってきたとコートは指摘している。ドゥンダスによれば、ジャイナ教の関係では、この分析方法は哲学的損僧の恐ろしい武器となり、これによってヒンドゥー教や仏教の教説が削り取られてそれぞれ永続性または非永続性のシンプルな思想的基盤のみになってしまい、そのためヒンドゥー教も仏教もそれぞれ主張していた全ての解釈が偏向的で不完全なものだと証明されてしまった。一方、多面的なアプローチは哲学的・教義的意見として現れることがないので批判を免れているとジャイナ教徒によって主張されている。

### モーハンダス・カラムチャンド・ガンディーに対する影響

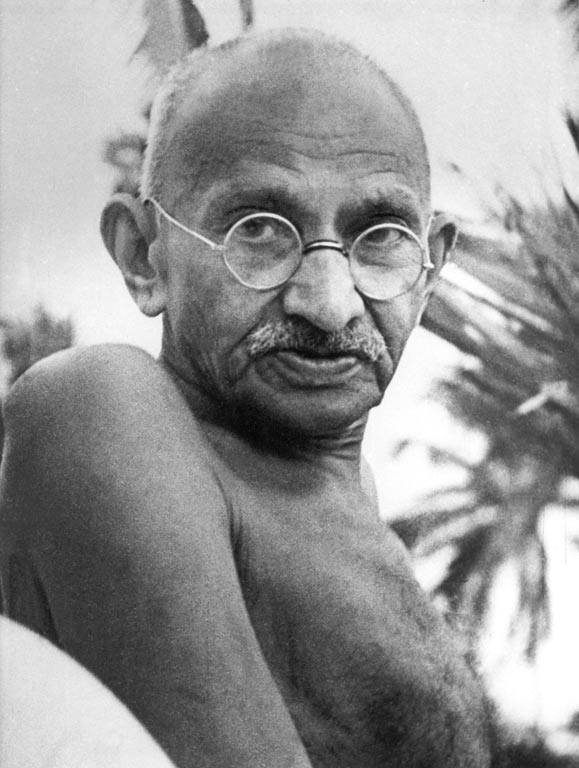
ガンディーはジャイナ教から大きく影響を受けた。

幼少期より、マハトマ・ガンディーはその母によって非暴力・非所有、そしてアネーカーンタヴァーダの実践にさらされてきた。ウマ・マジュンダル、ラジモハン・ガンディー、スティーヴン・ヘイといった伝記作家によると、こういった幼少期の印象・経験がガンディーの人格形成やさらに道徳的・霊的な発展に影響を与えたという。マハトマ・ガンディーはその著作の中で、時間の流れの中で一見すると矛盾する立場をアネーカーンタヴァーダの信念や真理によって学ぶ過程・経験に帰している。全ての人が課せられた義務とは何が個人的に正しいかを決定し、そういった真理の相対的な認識に従うことであると彼は宣言した。ガンディーによれば、サティヤーグラハとは自分の相対的真理に基づいて行動するという義務であるが、同時に論敵の考える真理から学ぶことも義務付けられているという。彼は雑誌『ヤング・インディア』(1926年1月21日)で友人からの宗教的寛容に関する質問に答えている:
私は不二一元論者であると同時に二元論を支持してもいる。世界は刻一刻と変化しているがゆえに実在しておらず、不変の存在などない。しかし世界は常に変化してはいるが、世界の中には持続して存在するものがあり、そういうものはある程度実在するといえる。そのため私はそれを実在するということにも実在しないということにも異議を唱えない。これが「アネーカーンタヴァディ」あるいは「スィヤードヴァディ」と呼ばれる。しかし私のスィヤードヴァーダは私が学んだスィヤードヴァーダとは違う、私の独自のそれになっている。私のスィヤードヴァーダは議論で使うことができない。私は私自身の観点から言えば常に正しく、私に対する親切な批判者から見れば私はしばしば間違っているということを私は経験してきた。それぞれの観点から見ればどちらも正しいということを私は知っている。そしてこの知識のおかげで私は動機を論敵・批判者に帰することをしないで済んでいる。象に関して七種類の異なる説明をした七人の盲人は皆自身の観点から言えば正しく、他者から見れば間違っており、象を知っている人間から見れば正しくかつ間違っている。私は実在の多性(sic)の教説がとても好きだ。この教説によってこそ私はムスルマン(sic)をムスルマンの視点から、クリスチャンをクリスチャンの視点から判断できる。以前の私は私に反対するものが私を無視していることに腹を立てていた。今では私は彼らを愛することができる。何故なら、私は彼らのおかげで、他者が私を見るように自分を見ることができるようになったからである。私は私の愛の内に全世界を包み込みたいと思う。私のアネーカーンタヴァーダはサティヤーグラハとアヒンサーと言う二つの教説の産物である。

## 批判
アネーカーンタヴァーダやスィヤードヴァーダという教説は、これらがある程度の躊躇と不確実性を生み、問題を解決するよりもむしろないまぜにしてしまうとしてしばしば批判されてきた。ジャイナ認識論は独自の教義を主張するが、対立する教説を否定できないことを犠牲にしているということも指摘されている。さらに、この教説は自滅的だとも主張されている。どの単独の教説も実在を説明するのに十分でないほど実在が複雑ならば、単独の教説であるアネーカーンタヴァーダ自体も不十分でなければならないというのである。この批判はアーチャーリヤ・サマンタバドラに予期されていたようで、彼はこう言っている: 「『プラマナ』(知識)の観点からすればそれは『アネーカーンタ』(多面的)で、『ナーヤ』(部分的な視点)の観点からすればそれは『エーカーンタ』(一面的)なのである。」
この教義を擁護する際ジャイナ教徒は、アネーカーンタヴァーダが明らかに矛盾する観点を論駁するよりもむしろ調停しようとするものであることを指摘する

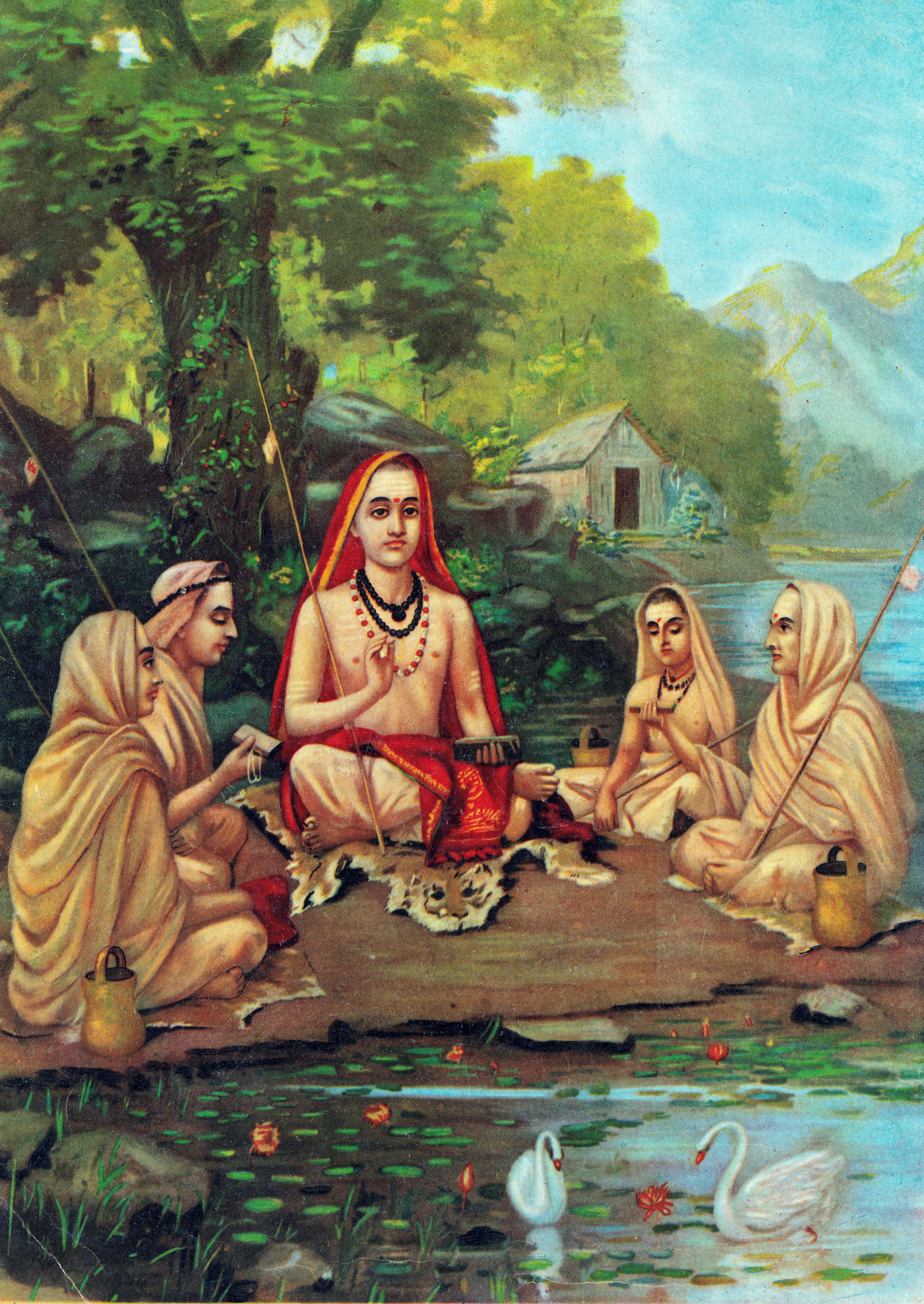
アーディ・シャンカラーチャーリヤはアドヴァイタ学派の哲学者で、アネーカーンタヴァーダの教説を批判した。

アネーカーンタヴァーダはヴェーダンタ学派から多くの批判を受けてきた。なかでもシャンカラはその著書『ブラフマ・スートラ注解』(2:2:33–36)の「バスヤ」でジャイナ教のいくつかの教説に反論している。彼の主張は主にアネーカーンタヴァーダに対するものである:

存在と非存在のような対立する物事が同時に一つの同じ物体に属することは不可能である。物が同時に熱くかつ冷たくあることが不可能なのを見ればわかるだろう。代わりに「それらはそのようであるかそのようでないかのどちらかである」と言うことは自然の不確実性を認めるだけに終わる。それでは知識を疑う根拠にならないだけでなく真の知識の源泉にもならない。これによって知識の手段、知識の対象、知識を得る主体、知識を得るという行為といったものが同様に不確実になる。その要素が全く不確定であるような教義に彼の門人は一体どうして従えるのであろうか? あなたが努力して得られるのは完全な知識であって完全な知識ではない。観察すれば、行為の様式が限定された結果を持つと知られているときにのみ人々はそれを述べることを厭わないことがわかる。そのため、全く不確定な内容の教義を宣言する人には酔っ払いや狂人と同程度しかその言うことに耳を傾ける価値がない。
—シャンカラ、『ブラフマ・スートラ注解』2.2:33–36
しかし、シャンカラが扱っている「アネーカーンタヴァーダ」は本来のアネーカーンタヴァーダとは違うと多くの人が考えている。スィヤードヴァーダを「サンサヤヴァーダ」と同一視することで、彼は代わりにサンジャヤ・ベーラッタプッタの主張した「不可知論」を扱っているのである。物体が存在すると断言することは物体自体に着目しており、物体が存在することを否定するのは物体でないものに着目しているということをシャンカラが見落としているのだとパンドヤのような多くの著述家が信じている。真のアネーカーンタヴァーダは矛盾することなく物体の肯定的側面と否定的側面を同時に考察するものである。
仏教論理学者でもう一人、ダルマキールティが著書『プラマーナヴァルッティカカーリカ』(知識論評釈)でアネーカーンタヴァーダを嘲笑っている: 「区別をしなければ、あらゆる物事が二つの本性を持つ。そして、誰かがカードを食べるよう言われたとき、どうして彼がキャメルを食べることがあるだろうか?」 この当てこすりは意図が明白である。つまり、もしカードがカードの本性から成り立っていて、キャメルの本性から成り立っているのではないとすれば、人はキャメルを食べることに関して正当化される、というのはキャメルを食べることで、カードでないものを食べているからである。アーチャーリヤ・アカランカはダルマキールティがある観点からは正しいことを認めたうえで、それを抱え込んで返答を行った:
一見したところでの思想を理解せずに批判する者は道化師を演じているのであって、その振る舞いは批判者とは言えない。ブッダはシカに生まれてシカはブッダに生まれる。しかしブッダは崇敬すべき存在であってシカは食糧にすぎない。同様に、実在の強度によって、その違いと類似性が認知されるとともに、カードを食べろと言われてキャメルを食べるような者はいなくなるであろう。